# José Martinho Pereira de Lucena Alves do Rio
José Martinho Pereira de Lucena Alves do Rio (Lisboa, São Mamede, 17 de Março de 1876 - Coruche, Coruche, 5/6 de Setembro de 1931) foi um toureiro e ganadeiro português.

## Biografia
Filho de José Augusto Alves do Rio e de sua mulher Maria do Castelo Pereira de Lucena Noronha e Faro Cota Falcão.
Lavrador em Coruche e aficionado, foi o 516.º Sócio do Clube Tauromáquico II.
Quando jovem, foi Toureiro amador. Depois, seleccionou a sua Ganadaria brava, acabando por substituí-la por vacas espanholas e um semental da casta andaluza de Ibarra, Gamero Cívico, proporcionado pelo famoso diestro José Gómez Ortega, Gallito, que assistiu às primeiras tientas da nova cruza. Nesta altura, ingressou na Associação de Ganadeiros Espanhóis. Mais tarde, voltou a comprar outro semental espanhol da mesma ganadaria e casta, então na posse do Conde de la Corte.
José Martinho Pereira de Lucena Alves do Rio, supondo-se arruinado pelas despesas feitas com a ganadaria brava, acabou por suicidar-se, na sua Herdade de Coruche.